# Прудовый (Калмыкия)
Прудовый (калм. Зурһан Худг — 6 колодцев) — упразднённый в 2002 году посёлок в Ики-Бурульском районе Республики Калмыкии Российской Федерации. Входил на год упразднения
в состав Приманычского сельского муниципального образования.

## География
Урочище располагается в пределах Ергенинской возвышенности, в балке Улан-Зуха на северном склоне одного из хамуров (от калм. хамр — «нос»), выступов в сторону Прикаспийской низменности =.

## История
Посёлок Прудовый (бывшая ферма № 2 совхоза «Приманычский») располагалась в урочище Ардк Улан Зуух. Неподалёку находился большой пруд с солёной водой, впоследствии затопивший шесть колодцев. До войны Зурган худг был русским поселением. Ещё до революции здесь были вырыты два пруда, называемые по-калмыцки в честь богачей, — Ковалёв боодг и Апанасан боодг. Калмыки стали селиться здесь с 1958 году, тогда же начался переезд русских семей на Ставрополье.  В середине 1980-х многие жители переехали на центральную усадьбу. 
Посёлок упразднён Постановлением Народного Хурала (Парламента) Республики Калмыкия от 15 февраля 2002 года № 643-П «Об упразднении некоторых поселений Республики Калмыкия»

## Инфраструктура
Основа экономики — сельское хозяйство .
При расположенной здесь ферме совхоза «Приманычский» имелась начальная школа, в 1960-е годы были построены медпункт, клуб, магазин.